# راندرز

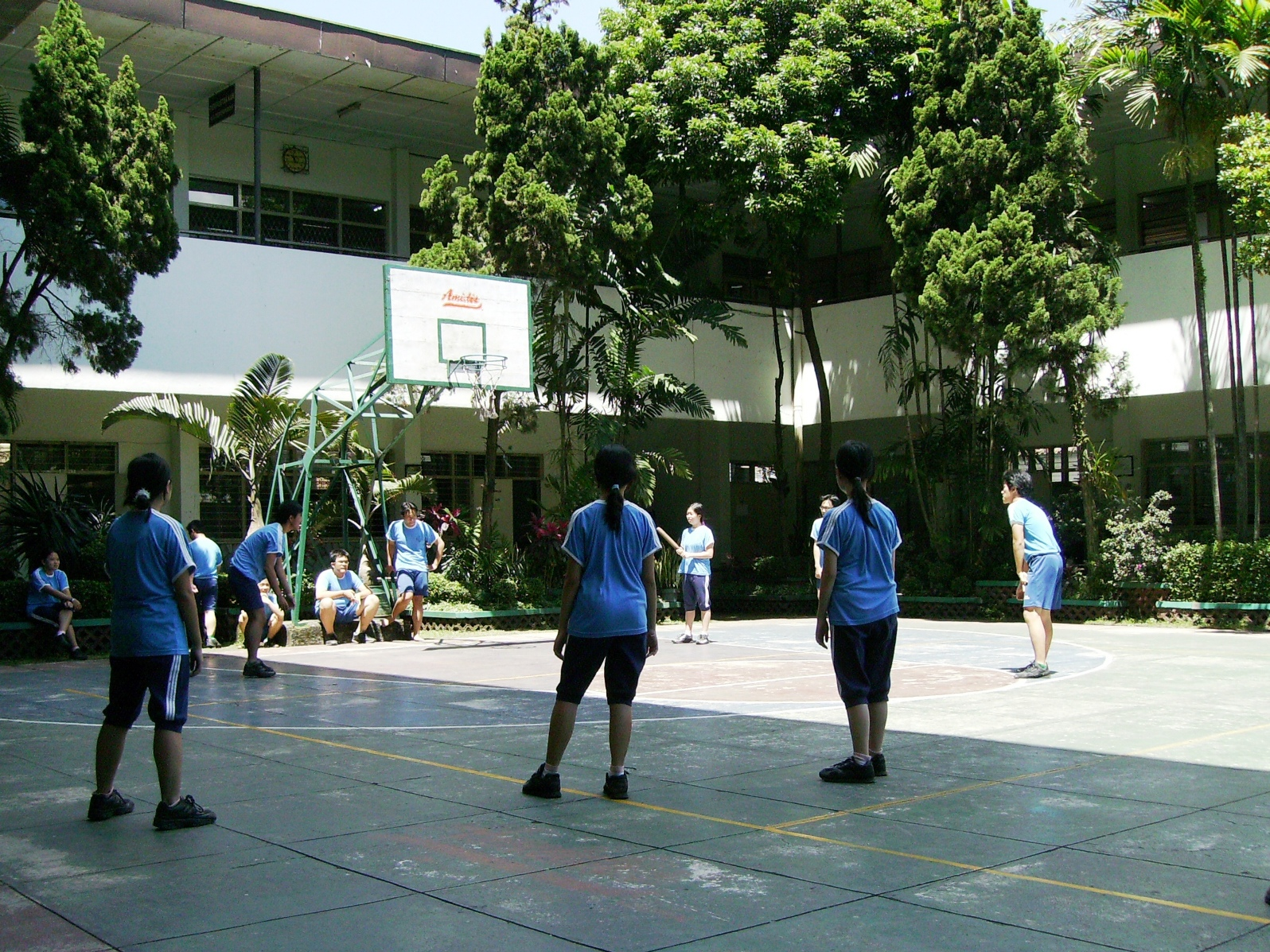
یک بازی راندرز

راندرز (به انگلیسی: Rounders) ورزشی از دسته ورزش‌های امن پناه می‌باشد. دستهٔ مخصوص این بازی می‌تواند از جنس چوب، پلاستیک و حتی فلز باشد. توپ آن نیز از چرم می‌باشد. این بازی در انگلستان و ایرلند طرفدارانی دارد.
هر بازی دارای دو تیم و تعداد بازیکنان هر تیم می‌تواند از ۵ تا ۱۵ متغیر باشد.